# 金秉俊 (1991年)
金秉俊（1991年8月15日—）是韓國男子田徑運動員。2013年5月臺灣國際田徑錦標賽上，金秉俊以13.78秒（W：+0.2）奪得110公尺跨欄冠軍。2013年10月，金秉俊又以13.61秒（W：-0.2）獲得東亞運動會110公尺跨欄亞軍。

## 外部連結
- 金秉俊在的頁面